# Parc Chlorophylle
Pour les articles homonymes, voir Chlorophylle (homonymie).
Le parc Chlorophylle est un parc à thème belge consacré au milieu forestier situé à Dochamps (commune de Manhay) en province de Luxembourg.

## Histoire
À Dochamps, le premier parc safari de Belgique est inauguré en 1972. Safari parc Dochamps présente des lions et des singes qui déambulent en toute liberté parmi les véhicules des visiteurs roulant à vitesse très réduite ou même parfois stoppées par la présence d'un de ces animaux sur le capot ou le toit du véhicule. Mais à partir de 1980, ce parc ferme et est laissé à l'abandon.
En 1995 éclot l'idée d'un parc dont le thème est la forêt. La Commune de Manhay et Idelux imaginent le concept du parc en se basant sur ce qui existe déjà en Écosse.
Après plusieurs contestations, ce parc est inauguré le 3 juin 2002 dans le massif forestier ardennais sur le site du Safari parc Dochamps.
La réalisation du parc se chiffre à hauteur de 2,1 millions d’euros. La première année, la fréquentation attendue est de 30 000 visiteurs, ils sont 23 000 en fin de saison. La deuxième année, ils sont plus de 40 000 visiteurs. 2007 est une année record avec 49 250 visiteurs[réf. nécessaire].
Le Commissariat général au Tourisme de Wallonie a décerné le label 5 soleils (note maximale) au parc Chlorophylle, le 26 juillet 2012.

## Description

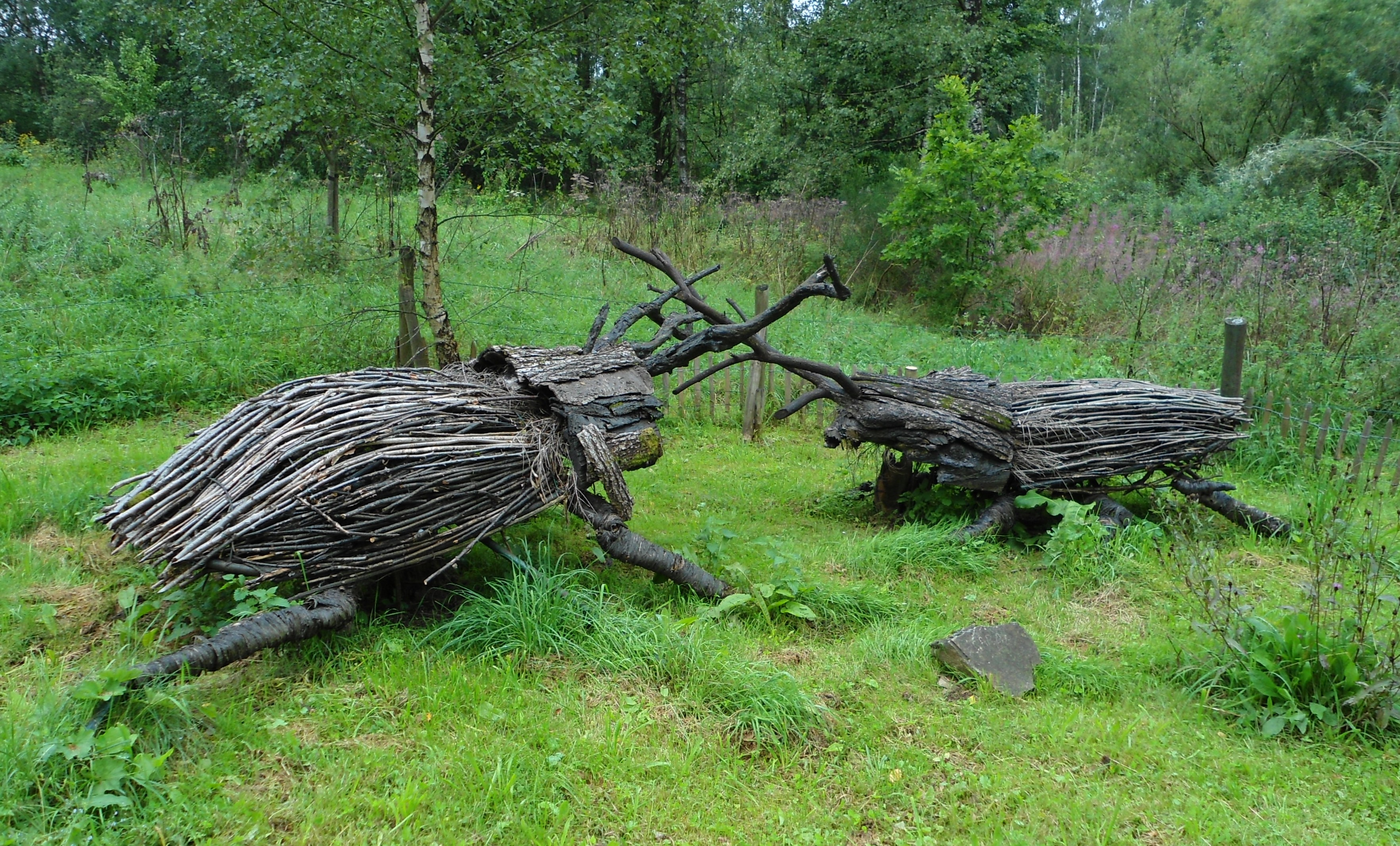
Assemblage en bois : Combat de coléoptères au parc Chlorophylle.

La thématique du parc est la découverte de la forêt, de sa flore et de sa faune sous des aspects pédagogiques, ludiques et artistiques. Une trentaine d'animations sont réparties le long d'un sentier de près de trois kilomètres. Parmi lesquelles, on découvre un tunnel végétal sensitif, une coupe du sous-sol, des plans de terriers et de cachettes souterraines, une passerelle découverte dans la cime des arbres, la coupe d'un tronc d'arbre racontant son âge, une pyramide alimentaire géante, des jeux autour des performances de certains animaux, un module sur l'homme et la forêt au cours de l'histoire, un amphithéâtre naturel mettant en scène les contes et légendes et des explications ludiques sur la filière bois et sur le bois dans la vie d'aujourd'hui. Les noms de nombreuses espèces végétales (principalement des arbres) sont repris sur de petits panneaux explicatifs. Par contre, aucun animal ne se trouve en captivité dans ce parc.
Le concept est d'expliquer la nature aux plus jeunes. Mêler l'apprentissage et l'amusement. Les artistes Jean-Claude Servais et Jean-Marie Winants ont contribué à la décoration du parc ainsi que Daniel Steenhout qui réalisa un assemblage artistique en bois représentant un combat entre deux coléoptères. Deux des attraits principaux du parc Chlorophylle sont la passerelle qui relie la cime des arbres et une plaine de jeux sur le thème de la forêt.

## Visite
Le parc est ouvert de la mi-mars à la mi-novembre. Il est accessible depuis la sortie no 50 de l'autoroute A26 (E 25), Liège - Luxembourg. 
Le parc Chlorophylle reçoit en moyenne la visite de 45 000 personnes par an. Principalement des visites en famille ou des groupes scolaires.